# Arnulfo I de Flandes

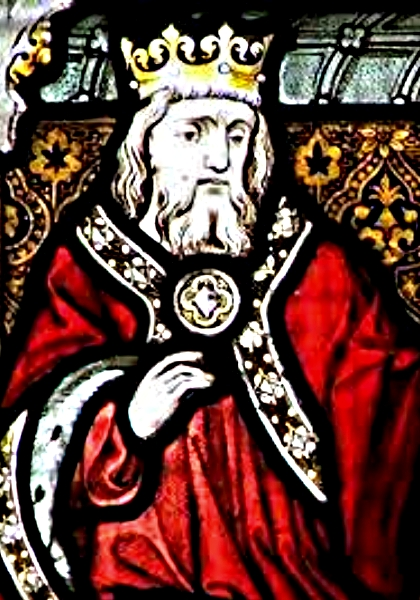
Arnulfo I el Grande

Arnulfo I el Viejo, también llamado el Grande (ca. 889 - 28 de marzo de 965), tercer conde de Flandes.
Hijo de Balduino II de Flandes y Elfrida, hija del rey inglés Alfredo el Grande. Fue bautizado con el nombre de su antepasado San Arnulfo de Metz, en un intento de enfatizar los orígenes carolingios de su dinastía.
Extendió sus dominios hacia el sur, apoderándose de parte de Artois, Ponthieu, Amiens y Ostravent. Se aprovechó de los conflictos entre los reyes franceses Carlos el Simple y Roberto I en su propio beneficio. Continuó con la misma política durante el reinado de Luis IV, en constante disputa con sus barones.
Entró en conflicto con su vecino meridional, el duque Guillermo I de Normandía, al que derrotó e hizo asesinar.
Durante su gobierno remitió la amenaza vikinga, sobre todo en sus últimos años, lo que le permitió concentrarse en mejorar la administración de sus dominios.
Arnulfo compartió el gobierno con su hijo Balduino III desde 958. Sin embargo, este falleció en 962, aún en vida de su padre. El siguiente conde de Flandes y heredero de su abuelo fue el hijo de Balduino, Arnulfo II de Flandes.

## Descendencia
En 934 contrajo matrimonio con Adela de Vermandois, hija del conde Heriberto II de Vermandois. De esta unión nacieron varios hijos:
- Luitgarda, casada con el conde Wichmann de Hamaland.
- Egberto, fallecido en 953.
- Balduino III, su heredero y corregente.
- Elftruda (Elstrude), casada con el conde Siegfried de Guînes.
- Hildegarda (fallecida en 990), casada con el conde Teodorico II de Holanda.

Parece que Arnulfo tuvo otra hija llamada Hildegarda, fruto de una unión anterior.